# Uri Ben Ari
Uri Ben Ari (in ebraico אורי בן ארי‎?; Ramat Gan, 17 agosto 1954) è un ex cestista e imprenditore israeliano con cittadinanza olandese.

## Carriera
Con Israele ha partecipato ai Campionato europeo del 1979.